# Spreeuwen
De spreeuwen (Sturnidae) zijn een familie uit de orde van de zangvogels. De naam "Sturnidae" komt van het Latijnse woord voor spreeuw, Sturnus. 

## Kenmerken
Spreeuwen zijn kleine tot middelgrote vogels. Het verenkleed is meestal zwart, vaak met een opzichtige metaalglans. Sommige soorten hebben lange staarten. De lichaamslengte varieert van 16 tot 45 cm.
Hoewel er geen opvallend melodieuze zangers binnen de spreeuwenfamilie voorkomen, kunnen diverse soorten spreeuwen verschillende en vaak ingewikkelde geluiden produceren. Het zijn vaak voortreffelijke imitators die geluiden uit hun omgeving opnemen in hun zangrepertoire, waaronder mechanische geluiden zoals een claxon. De (gewone) spreeuw, treurmaina, prachtglansspreeuw en de vijf Gracula-soorten ("beo's") kunnen de menselijke stem nabootsen.

## Leefwijze
Hun voedsel bestaat uit insecten en vruchten, in de regel zijn het alleseters.

## Voortplanting
Het legsel bestaat uit 2 tot 6 licht-blauwgroene, vaak bruingevlekte eieren.

## Verspreiding en leefgebied
Spreeuwen komen oorspronkelijk voor in de Oude Wereld, dus in Europa, Azië en Afrika maar ook in het noorden van Australië (land) en de tropische eilanden van de Grote Oceaan. Bijna alle spreeuwen houden van redelijk open landschappen. Verschillende soorten leven rond de menselijke bewoning.
Verschillende Europese en Aziatische soorten zijn ingevoerd in andere streken zoals Noord-Amerika, Hawaï en Nieuw-Zeeland. Ze concurreren daar om leefruimte met inheemse vogelsoorten en worden vaak beschouwd als invasieve exoten. 
De gewone spreeuw is het meest bekend in Europa en Noord-Amerika. In grote delen van Azië en in het gebied van de Grote Oceaan is de treurmaina de meest voorkomende soort spreeuw.

## Taxonomie
De familie van de spreeuwen maakt deel uit van de superfamilie Muscicapoidea. In Noord-Amerika komen vogels voor die erg op spreeuwen lijken en ook zo genoemd worden, zoals de epauletspreeuw (Agelaius phoeniceus). Deze vogelsoorten zijn niet verwant aan de gewone spreeuwen maar behoren tot de superfamilie Passeroidea waartoe ook de gorzen (Emberizidae) en mussen behoren.
De familie telt ruim 120 soorten.
- Geslacht Acridotheres (11 soorten maina's, waaronder treurmaina)
- Geslacht Agropsar (2 soorten)
- Geslacht Ampeliceps (1 soort: kroonmaina)
- Geslacht Aplonis (25 soorten purperspreeuwen)
- Geslacht Arizelopsar (Abbotts spreeuw)
- Geslacht Basilornis (drie soorten koningsspreeuwen)
- Geslacht Cinnyricinclus (1 soort: amethistspreeuw)
- Geslacht Creatophora (1 soort: lelspreeuw)
- Geslacht Enodes (1 soort: (roodbrauwspreeuw)
- Geslacht Fregilupus (1 soort: hopspreeuw) †
- Geslacht Goodfellowia (1 soort: mindanaokoningsspreeuw)
- Geslacht Gracula (6 soorten beo's, waaronder de grote beo)
- Geslacht Gracupica (4 soorten)
- Geslacht Grafisia (1 soort: witkraagspreeuw)
- Geslacht Hartlaubius (1 soort: madagaskarspreeuw)
- Geslacht Hylopsar (2 soorten)
- Geslacht Lamprotornis (23 soorten glansspreeuwen)
- Geslacht Leucopsar (1 soort: bali-spreeuw)
- Geslacht Mino (3 soorten)
- Geslacht Necropsar (1 soort: rodriguesspreeuw) †
- Geslacht Neocichla (1 soort: witvleugelspreeuw)
- Geslacht Notopholia (1 soort: zwartbuikglansspreeuw)
- Geslacht Onychognathus (11 soorten, waaronder Tristrams spreeuw)
- Geslacht Pastor (1 soort: roze spreeuw)
- Geslacht Pholia (1 soort: Sharpes spreeuw)
- Geslacht Poeoptera (3 soorten)
- Geslacht Rhabdornis (4 soorten "kruipers")
- Geslacht Sarcops (1 soort: kaalkopspreeuw)
- Geslacht Saroglossa (1 soort: marmerspreeuw)
- Geslacht Scissirostrum (1 soort: roodstuitspreeuw)
- Geslacht Speculipastor (1 soort: spiegelspreeuw)
- Geslacht Spodiopsar (2 soorten)
- Geslacht Streptocitta (2 soorten)
- Geslacht Sturnia (5 soorten, waaronder de pagodespreeuw)
- Geslacht Sturnornis (1 soort: maskerspreeuw)
- Geslacht Sturnus (2 soorten, waaronder de gewone spreeuw)

Acanthisittidae (Rotswinterkoningen) · Acanthizidae (Australische zangers) · Acrocephalidae (Rietzangers) · Aegithalidae (Staartmezen) · Aegithinidae (Iora's) · Alaudidae (Leeuweriken) · Alcippeidae (Alcippes) · Artamidae (Spitsvogels) ·  Atrichornithidae (Doornkruipers) · Bernieridae (Madagaskarzangers) · Bombycillidae (Pestvogels) · Buphagidae (Ossenpikkers) · Calcariidae (IJsgorzen) · Callaeidae (Nieuw-Zeelandse lelvogels) · Calyptomenidae (Afrikaanse breedbekken) · Calyptophilidae (Tapuittangaren) · Campephagidae (Rupsvogels) · Cardinalidae (Kardinaalachtigen) · Certhiidae (Echte boomkruipers) · Cettiidae (Struikzangers) · Chaetopidae (Rotsspringers) · Chloropseidae (Bladvogels) · Cinclidae (Waterspreeuwen) · Cinclosomatidae (Kwartellijsters) · Cisticolidae (Graszangers) · Climacteridae (Australische kruipers) · Cnemophilidae (Satijnvogels) · Conopophagidae (Muggeneters) · Corcoracidae (Slijknestkraaien) · Corvidae (Kraaien) · Cotingidae (Cotinga's) · Dasyornithidae (Borstelvogels) · Dicaeidae (Bastaardhoningvogels) · Dicruridae (Drongo's) · Donacobiidae (Zwartkopdonacobius) · Dulidae (Palmtapuiten) · Elachuridae (Elachura) · Emberizidae (Gorzen) · Erythrocercidae (Elfmonarchen) · Estrildidae (Prachtvinken) · Eulacestomatidae (Leldikkop) · Eupetidae (Ralbabbelaars) · Eurylaimidae (Breedbekken en hapvogels) · Falcunculidae (Harlekijndikkoppen) · Formicariidae (Mierlijsters) · Fringillidae (Vinkachtigen) · Furnariidae (Ovenvogels) · Grallariidae (Mierpitta's) · Hirundinidae (Zwaluwen) · Hyliidae (Hylia's) · Hyliotidae (Hyliota's) · Hylocitreidae (Bessendikkop) · Hypocoliidae (Zijdestaarten) · Icteridae (Troepialen) · Icteriidae (Geelborstzanger) · Ifritidae (Ifrita) · Irenidae (Irena's) · Laniidae (Klauwieren) · Leiothrichidae (Babbelaars) · Locustellidae (Sprinkhaanzangers) · Machaerirhynchidae (Bootsnavels) · Macrosphenidae (Afrikaanse zangers) · Malaconotidae (Bosklauwieren) · Maluridae (Elfjes)    · Melampittidae (Paradijspitta's) · Melanocharitidae (Bessenpikkers) · Melanopareiidae (Maansluipers) · Meliphagidae (Honingeters) · Menuridae (Liervogels) · Mimidae (Spotlijsters) · Mitrospingidae (Mitrospingustangaren) · Modulatricidae (Vlekkeellijsters) · Mohoidae (O'o's) · Mohouidae (Mohoua's) · Monarchidae (Monarchen) · Motacillidae (Kwikstaarten en piepers) · Muscicapidae (Vliegenvangers) · Nectariniidae (Honingzuigers) · Neosittidae (Boomlopers) · Nesospingidae (Puertoricaanse tangare) ·  Nicatoridae (Nicators) · Notiomystidae (Hihi) · Oreoicidae (Oreoica's) · Oriolidae (Wielewalen en vijgvogels) · Orthonychidae (Stronklopers) · Pachycephalidae (Dikkoppen en fluiters) · Panuridae (Baardmannetje) · Paradisaeidae (Paradijsvogels) · Paradoxornithidae (Diksnavelmezen) · Paramythiidae (Prachtbessenpikkers) · Pardalotidae (Diamantvogels) · Paridae (Mezen) · Parulidae (Amerikaanse zangers) · Passerellidae (Amerikaanse gorzen) · Passeridae (Mussen) · Pellorneidae (Grondtimalia's) · Petroicidae (Australische vliegenvangers) · Peucedramidae (Oranjekopzanger) · Phaenicophilidae (Hispaniolatangaren) · Philepittidae (Asities) · Phylloscopidae (Boszangers) · Picathartidae (Kaalkopkraaien) · Pipridae (Manakins) · Pittidae (Pitta's) · Pityriasidae (Borstelkop) · Platylophidae (Maleise kuifgaai) · Platysteiridae (Lelvliegenvangers) · Ploceidae (Wevers en verwanten) · Pnoepygidae (Pnoepyga's) · Polioptilidae (Muggenvangers) · Pomatostomidae (Australaziatische babbelaars) · Promeropidae (Afrikaanse suikervogels) · Prunellidae (Heggenmussen) · Psophodidae (Zwiepfluiters) · Ptiliogonatidae (Zijdevliegenvangers) · Ptilonorhynchidae (Prieelvogels) · Pycnonotidae (Buulbuuls) · Regulidae (Goudhaantjes) · Remizidae (Buidelmezen) · Rhagologidae (Geschubde dikkop) · Rhinocryptidae (Tapaculo's) · Rhipiduridae (Waaierstaarten) · Rhodinocichlidae (Troepiaaltangare) · Salpornithidae (Gevlekte boomkruipers) · Sapayoidae (Breedbekmanakin) · Scotocercidae (Maquiszanger) · Sittidae (Boomklevers) · Spindalidae (Spindalissen) · Stenostiridae (Elfvliegenvangers) · Sturnidae (Spreeuwen) · Sylviidae (Grasmussen) · Teretistridae (Cubaanse zangers) · Thamnophilidae (Miervogels) · Thraupidae (Tangaren) · Tichodromidae (Rotskruiper) · Timaliidae (Timalia's) · Tityridae (Tityra's) · Troglodytidae (Winterkoningen) · Turdidae (Lijsters) · Tyrannidae (Tirannen) · Urocynchramidae (Przewalski's roodmus) · Vangidae (Vanga's) · Viduidae (Wida's) · Vireonidae (Vireo's) · Zeledoniidae (Zeledonia) · Zosteropidae (Brilvogels)